# Alfred Junge
Alfred Junge (Görlitz, 29 gennaio 1886 – Londra, 16 luglio 1964) è stato uno scenografo tedesco, la cui carriera si svolse in gran parte nel Regno Unito. Tra i registi con cui lavorò, va segnalata la coppia Powell & Pressburger, per cui firmò le scenografie di Narciso nero che gli fecero vincere l'Oscar nel 1948.

## Biografia
Junge cominciò a lavorare fin da ragazzo e, a diciotto anni, si unì alla compagnia dello Stadttheater di Görlitz, dove lavorò in ogni campo della produzione. Lavorò per il teatro per oltre quindici anni. Passò a lavorare per il cinema negli studi dell'UFA di Berlino dove restò, come scenografo, dal 1920 fino al 1926 quando, insieme al team del regista E.A. Dupont, andò a lavorare a Londra per la British International Pictures. Lì, fece lo scenografo per gli Elstree Studios fino al 1930 quando, ritornò per breve tempo, in Germania. In quel periodo, lavorò anche in Francia insieme a Marcel Pagnol. Dal 1932, si stabilì in Gran Bretagna.
Il produttore Michael Balcon gli affidò il nuovo dipartimento scenografie della Gaumont British dove poté dimostrare non solo il suo talento ma anche le sue capacità organizzative. In seguito, andò a lavorare negli Stati Uniti alla MGM dove restò fino allo scoppio della seconda guerra mondiale. Passato un breve periodo internato in un campo sull'isola di Man, tornò a Londra per lavorare con King Vidor. Nel 1939, lavorò con Powell e Pressburger, il primo di otto film che avrebbe girato con i due registi (con il solo Powell, Junge aveva già lavorato nel 1934 in Vessillo rosso).

## Filmografia
- Die grüne Manuela - Ein Film aus dem Süden, regia di Ewald André Dupont - architetto scenografo (1923)
- Das alte Gesetz, regia di Ewald André Dupont - scenografo (1923)
- Der Mann um Mitternacht, regia di Holger-Madsen - architetto scenografo (1924)
- Inge Larsen, regia di Hans Steinhoff - architetto scenografo (1924)
- Mensch gegen Mensch, regia di Hans Steinhoff - architetto scenografo (1924)
- Athleten, regia di Frederic Zelnik - architetto scenografo (1925)
- Die Kleine aus der Konfektion, regia di Wolfgang Neff- architetto scenografo (1925)
- Sündenbabel, regia di Constantin J. David - architetto scenografo (1925)
- Ein Lebenskünstler, regia di Holger-Madsen - architetto scenografo (1925)
- Die vertauschte Braut, regia di Carl Wilhelm - architetto scenografo (1925)
- Varieté, regia di Ewald André Dupont - architetto scenografo (1925)
- Der Kampf gegen Berlin, regia di Max Reichmann - architetto scenografo (1926)
- Spitzen, regia di Holger-Madsen - architetto scenografo (1926)
- Brennende Grenze, regia di Erich Waschneck - architetto scenografo (1927)
- Die Tragödie eines Verlorenen, regia di Hans Steinhoff - architetto scenografo (1927)
- Liebeshandel, regia di Jaap Speyer - architetto scenografo (1927)
- Mata Hari, regia di Friedrich Fehér - architetto scenografo (1927)
- Da hält die Welt den Atem an, regia di Felix Basch - architetto scenografo (1927)
- Regine, die Tragödie einer Frau, regia di Erich Waschneck - architetto scenografo (1927)
- Moulin Rouge, regia di Ewald André Dupont - architetto scenografo (1928)
- Die Carmen von St. Pauli, regia di Erich Waschneck - architetto scenografo (1928)
- Piccadilly, regia di Ewald André Dupont (non accreditato) - architetto scenografo (1929)
- Ich lebe für Dich, regia di William Dieterle - architetto scenografo (1929)
- Il favorito di Schonbrunn (Der Günstling von Schönbrunn), regia di Erich Waschneck e Max Reichmann - architetto scenografo (1929)
- Die Drei um Edith, regia di Erich Waschneck - architetto scenografo (1929)
- Due mondi (Two Worlds), regia di E.A. Dupont (1930)
- Zwei Welten, regia di E.A. Dupont (1930)
- Fortunale sulla scogliera (Menschen im Käfig), regia di Ewald André Dupont (1930)
- Salto mortale, regia di E.A. Dupont (1931)
- Marius, regia di Alexander Korda (1931)
- Les Nuits de Port Said, regia di Leo Mittler (1932)
- Goldblondes Mädchen, ich schenk Dir mein Herz, regia di Rudolph Bernauer (1932)
- Otto ragazze in barca (Acht Mädels im Boot), regia di Erich Waschneck (1932)
- Waltz Time, regia di Wilhelm Thiele - scenografo (1933)
- Vessillo rosso (Red Ensign), regia di Michael Powell (1934)
- Car of Dreams, regia di Graham Cutts e Austin Melford - scenografo (1935)
- Bulldog Jack, regia di Walter Forde (1935)
- La notte della festa (The Night of the Party), regia di Michael Powell (1935)
- Il presidente si diverte (The Guv'nor), regia di Milton Rosmer (1935)
- Ho inventato una donna (It's Love Again), regia di Victor Saville (1936)
- Ombre al confine (Everything Is Thunder), regia di Milton Rosmer (1936)
- Oriente in rivolta (His Lordship), regia di Herbert Mason (1936)
- Così comincia l'amore (Head Over Heels), regia di Sonnie Hale (1937)
- King Solomon's Mines, regia di Robert Stevenson - scenografo (1937)
- La ballerina dei gangsters (Gangway), regia di Sonnie Hale (1937)
- Giovane e innocente (Young and Innocent), regia di Alfred Hitchcock (1937)
- Con l'amore non si scherza (Sailing Along), regia di Sonnie Hale (1938)
- La cittadella (The Citadel), regia di King Vidor (1938)
- Climbing High, regia di Carol Reed (1938)
- Addio, Mr. Chips! (Goodbye, Mr. Chips), regia di Sam Wood e, non accreditato, Sidney Franklin (1939)
- Tragica luna di miele (Busman's Honeymoon), regia di Arthur B. Woods e, non accreditato, Richard Thorpe (1940)
- He Found a Star, regia di John Paddy Carstairs (1941)
- So dove vado (I Know Where I'm Going!), regia di Michael Powell ed Emeric Pressburger (194
- La flotta d'argento (The Silver Fleet), regia di Vernon Sewell e Gordon Wellesley - scenografo (1943)
- Il volontario (The Volunteer), regia di Michael Powell ed Emeric Pressburger - scenografo (1943)
- Duello a Berlino (The Life and Death of Colonel Blimp), regia di Michael Powell e Emeric Pressburger - scenografo (1943)
- So dove sto andando (I Know Where I'm Going!), regia di Michael Powell ed Emeric Pressburger - scenografo, non accreditato (1945)
- Scala al paradiso (A Matter of Life and Death), regia di Michael Powell ed Emeric Pressburger - scenografo (1945)
- Narciso nero (Black Narcissus), regia di Michael Powell ed Emeric Pressburger - scenografo (1947)
- Addio alle armi (A Farewell to Arms), regia di Charles Vidor e, non accreditato, John Huston - scenografo (1957)